# Torse du Belvédère

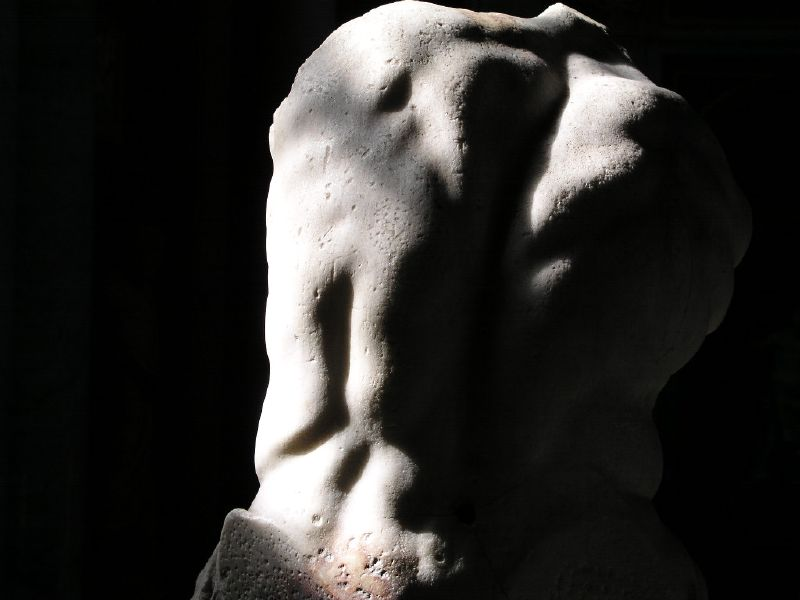
Le dos du Torse.

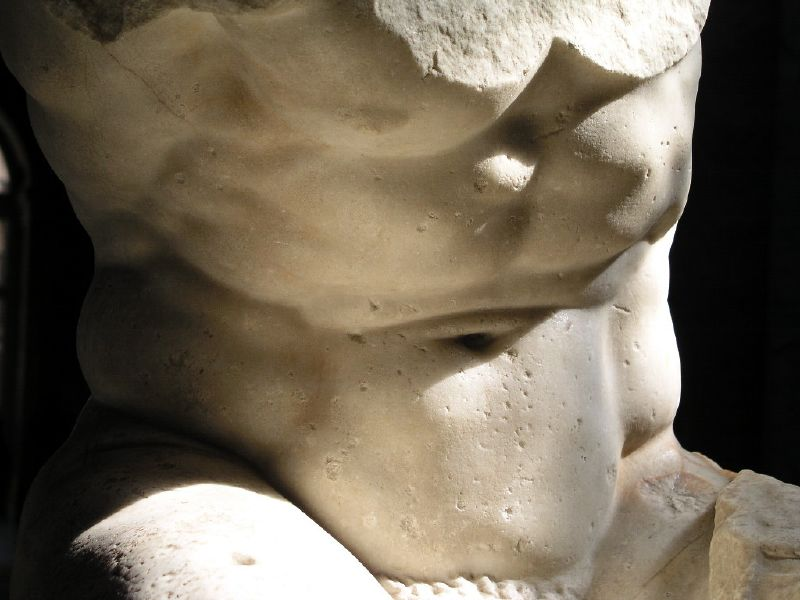
Détail de l'abdomen.

Le Torse du Belvédère est un torse fragmenté, d'une réalisation caractéristique de la sculpture hellénistique, en marbre. Signé par le sculpteur du Ier siècle avant J.-C. Apollonios d'Athènes, il est conservé dans la Salle des Muses du complexe du Musée Pio-Clementino à l'intérieur des Musées du Vatican. Il est daté du Ier siècle av. J.-C.

## Histoire
La provenance du Torse n'est pas connue. Il est mentionné pour la première fois par Cyriaque d'Ancône, qui le voit dans le palais du cardinal Prospero Colonna entre 1432 et 1435. On le retrouve ensuite dans la maison d'un certain « maître Andrea », sans doute le sculpteur Andrea Bregno. Il est acquis dans les années 1530, soit par le pape Clément VII, soit par son successeur, le pape Paul III, et rejoint depuis lors les collections de la cour de l'Octogone du palais du Belvédère.
Il exerce une fascination considérable sur les artistes dès le début du XVIe siècle : les artistes viennent nombreux le dessiner sous tous les angles possibles. L'admiration que lui voue Michel-Ange devient un lieu commun dans la littérature de l'époque. Le Torse inspire entre autres certains ignudi de la fresque du plafond de la chapelle Sixtine, le Jour du tombeau de Julien de Médicis à Florence et la Victoire du Palazzo Vecchio. La statue vient d'ailleurs à être connue comme l'« école de Michel-Ange » ; Vigenère se fait l'écho d'une idée commune en le mentionnant comme « l'escolle principalle de Michel l'Ange, où il se façonna tel qu'on l'a vu depuis en ses ouvrages de relief et de plate peinture. » Il semble cependant que l'admiration pour le Torse soit restée confinée aux milieux académiques, et que le grand public ne l'ait pas partagée.
Emporté à Paris en 1798 à la suite du traité de Tolentino imposé au pape Pie VI en 1796, il fait son retour au Vatican en 1815, sous le pape Pie VII, la France restituant alors presque tout ce qui avait été confisqué de force par le Directoire. Johann Joachim Winckelmann le décrit de manière enthousiaste dans son Histoire de l'Art dans l'Antiquité :

« Bien que cette statue ait été gravement maltraitée et mutilée, bien qu'elle soit privée de tête, de bras et de jambes, elle conserve, aux yeux de ceux qui sont capables de pénétrer les mystères de l'art, une part de l'éclatante beauté qui était autrefois la sienne. Dans cette représentation d'Hercule, l'artiste a donné forme à l'idéal élevé d'un corps supérieur à la nature et au tempérament viril dans la perfection de l'âge, mais comme s'il avait été élevé au stade de la modération divine. »

D'après la forme des lettres de l'inscription, Winckelmann estime que la statue date de la période hellénistique, même s'il juge que sur le plan stylistique, il se rapproche de la période classique.

## Description

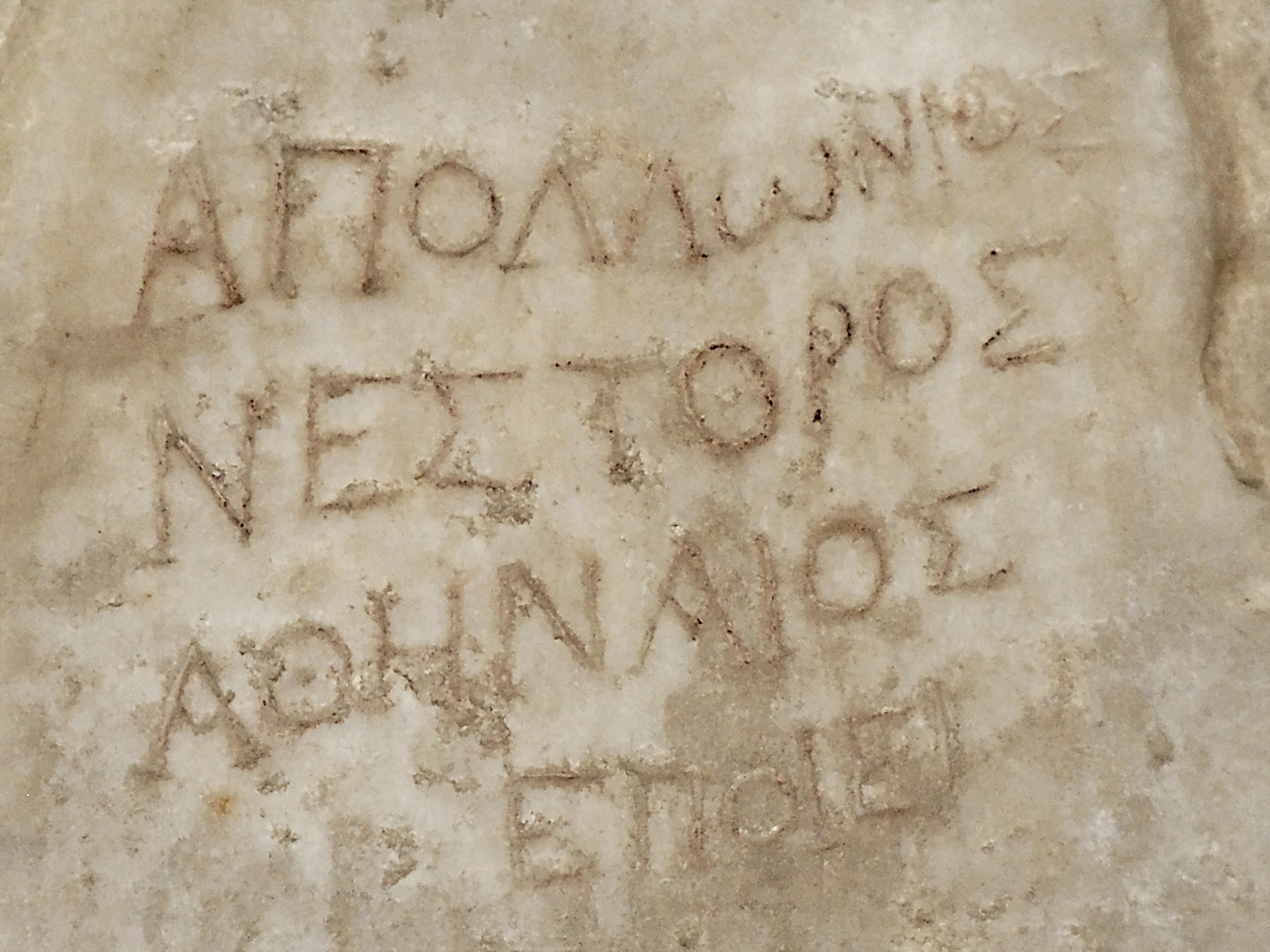
« Œuvre d'Apollonios, fils de Nestor, d'Athènes », signature d'Apollonios sur le Torse.

Le Torse porte la signature du sculpteur athénien Apollonios, fils de Nestor, qu'on ne connaît pas par ailleurs. Haut de 1,59 mètre, il représente le torse et les cuisses d'un homme assis sur une peau de bête, elle-même posée sur un rocher. La dépouille ayant d'abord été identifiée comme celle d'un lion, et compte tenu de la musculature puissante du personnage, le Torse a d'abord été reconnu comme celui d'Héraclès.
La peau a ensuite été identifiée comme celle d'une panthère, donnant naissance à une identification du Torse comme le satyre Marsyas. La comparaison avec des pierres gravées a suscité la proposition d'un Philoctète blessé, bien difficile à étayer ; celle avec un « Ajax » () sur le modèle d'une statuette en bronze de la collection George Ortiz, hypothèse d'Ajax fils de Télamon méditant son suicide, l'épée dégainée dans la main droite et peut-être le fourreau dans la main gauche. Mais la peau de panthère ne convient pas à Ajax.
On a proposé aussi : Achille jouant de la cythare du type employé sur une intaille datée du Ier siècle avant notre ère ( ), ou Héraclès violentant Augé, en s'appuyant sur un bas-relief en tondo de la villa d'Hérode Atticus à Eva, Loukou Kynourias : Héraclès, ivre, se  saisit de la jeune Augé pour la violer. Augé étant la fille du roi de Tégée, Aléos. Elle en aurait conçu Télèphe.
L'identification reste incertaine car la tête et les membres du personnage ont été perdus. La statue est généralement datée du Ier siècle av. J.-C.

## Postérité

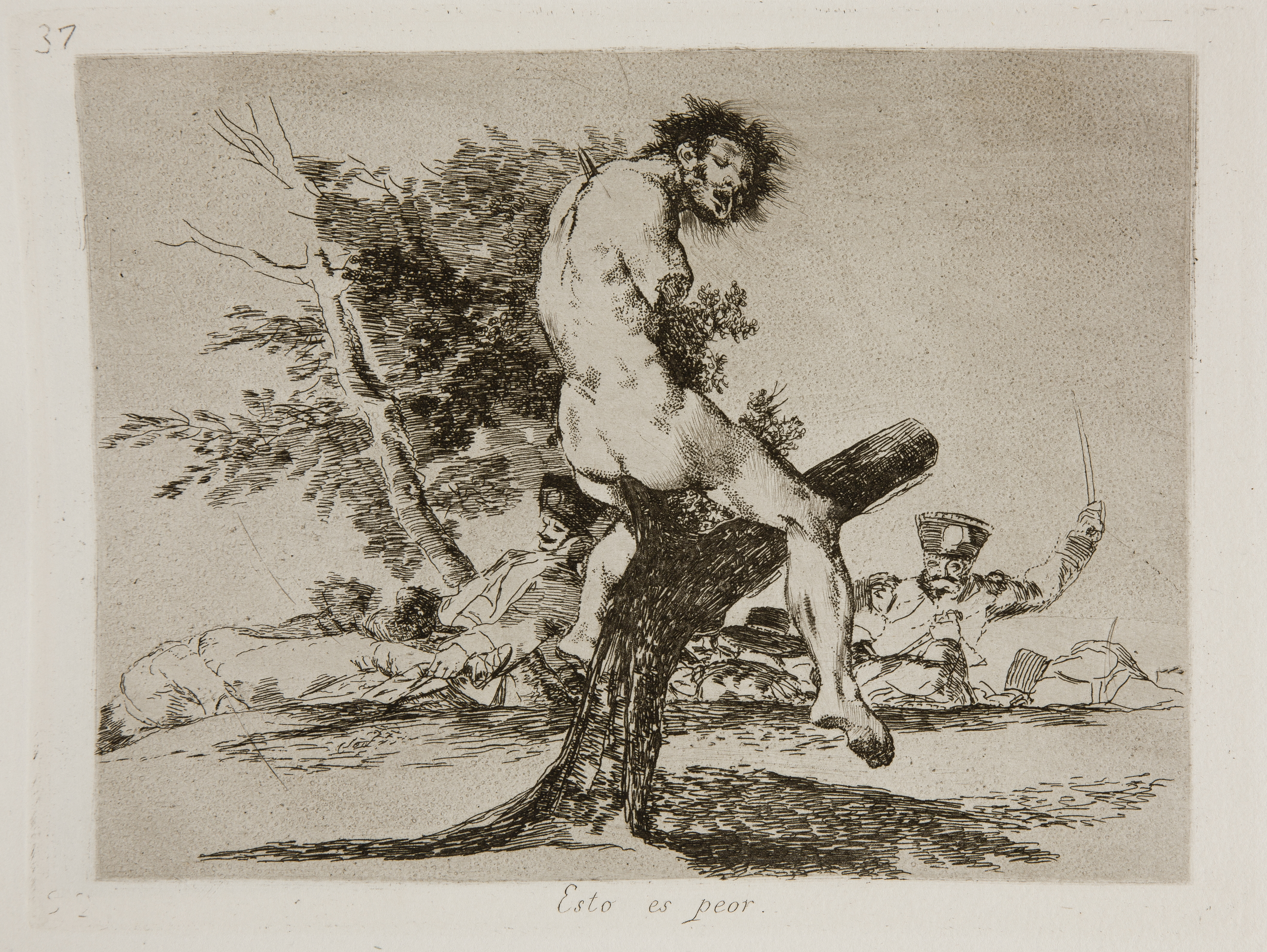
Esto es peor, gravure de Francisco de Goya.

En 1808, la guerre d'indépendance espagnole éclate et Francisco de Goya est témoin d'une scène qu'il transpose dans l'estampe Esto es peor de la série des Désastres de la guerre. Il s'inspire du Torse du Belvédère qu'il avait découvert lors de son voyage en Italie et qu'il avait dessiné dans son Cahier italien.